# Amor cortês

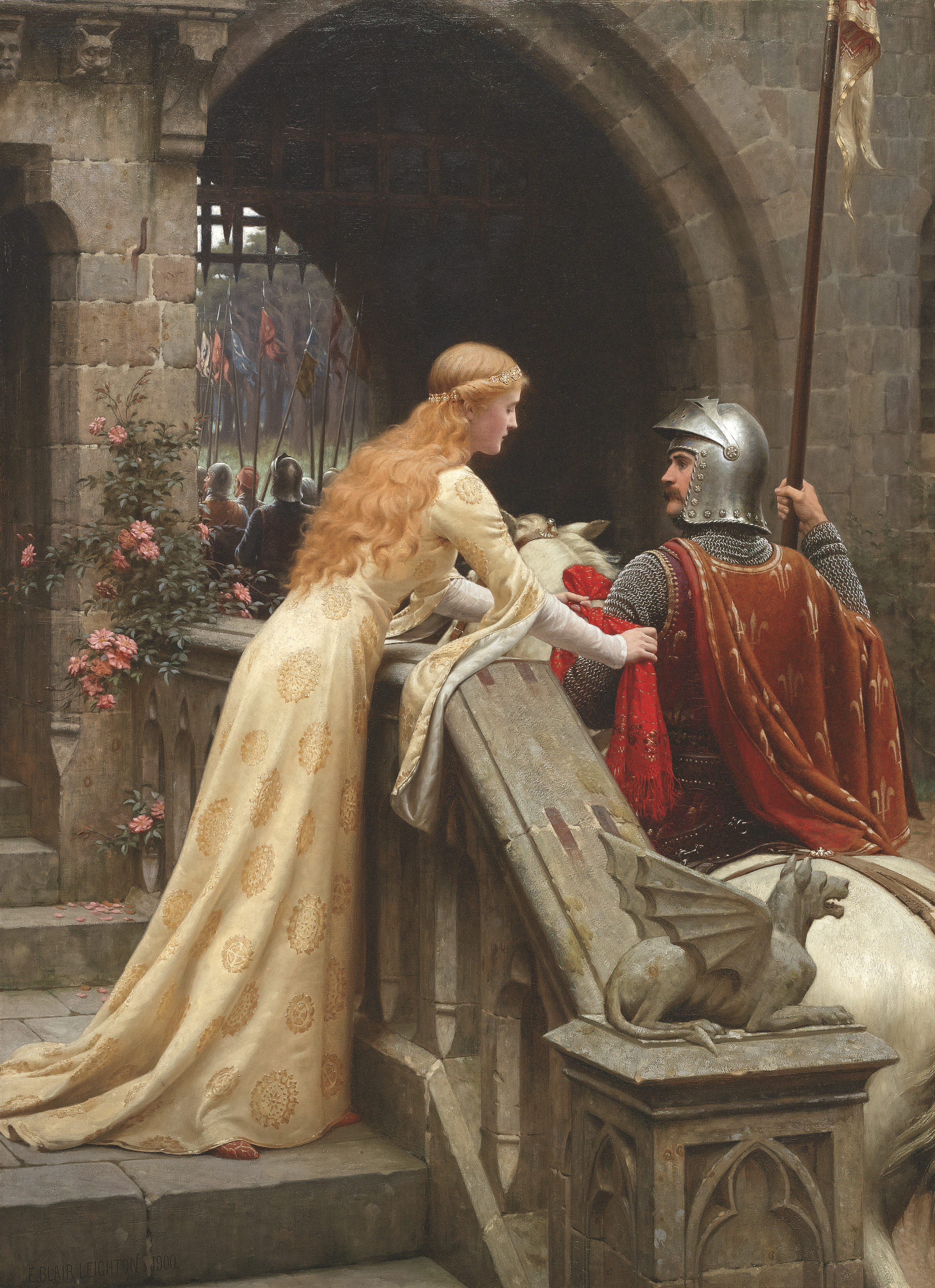
God Speed — uma pintura de Edmund Blair Leighton de 1900: uma visão vitoriana tardia de uma senhora prestando um ato cortês a um cavaleiro prestes partir para batalha.

Amor cortês foi um conceito europeu medieval de atitudes, mitos e etiqueta para enaltecer o amor, e que gerou vários gêneros de literatura medieval, incluindo o romance. Ele surgiu nas cortes ducais e principescas das regiões onde hoje se situa a França meridional, em fins do século XI, e que se propagou nas várias que enalteciam o "Ideal cavaleiresco". Na sua essência, o amor cortês era uma experiência contraditória entre o desejo erótico e a realização espiritual, "um amor ao mesmo tempo ilícito e moralmente elevado, passional e autodisciplinado, humilhante e exaltante, humano e transcendente".
A expressão "amor cortês" foi popularizada por Gaston Paris em 1883, para indicar a concepção filosófica, literária e sentimental do amor, na época dos trovadores das cortes provençais, baseada na ideia de que só quem ama possui um coração nobre. e desde então tem caído sob uma ampla variedade de definições e usos, sendo mesmo descartado como uma ficção romântica do século XIX. A sua interpretação, origens e influência continuam a ser assunto de discussão.

## Origens do "amor cortês"

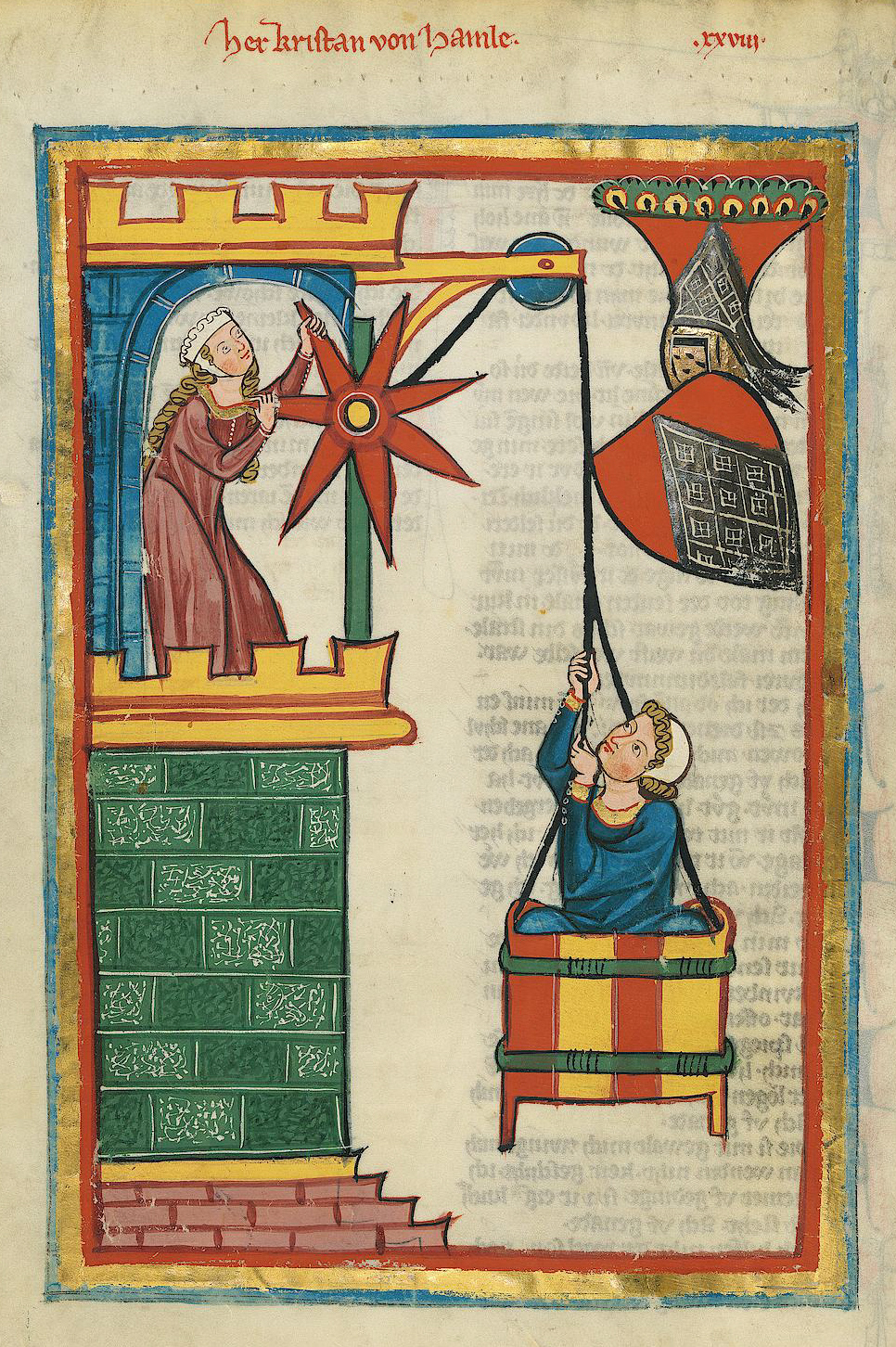
Amante medieval sendo içado numa cesta (ilustração do Codex Manesse do século XIV.

A expressão amour courtois ("amor cortês"), foi dada em sua definição original por Gaston Paris em um artigo escrito em 1883, "Études sur les romans de la Table Ronde: Lancelot du Lac, II: Le conte de la charrette", um tratado onde ele analisa Lancelote, o Cavaleiro da Carreta (1177) de Chrétien de Troyes. O dito amour courtois de Paris era uma disciplina nobre e idealizadora. O amante (idealizador) aceita a independência de sua senhora e tenta fazer de si próprio merecedor dela, agindo de forma corajosa e honrada (nobre) e fazendo quaisquer feitos que ela deseje. A satisfação sexual, diz Paris, pode não ser um objetivo ou mesmo o resultado final, mas o amor não era inteiramente platônico, visto que era baseado em atração sexual.
A expressão e a definição de Paris foram logo amplamente aceitas e adotadas. Em 1936, C.S. Lewis escreveu o influente The Allegory of Love, solidificando ainda mais o amor cortês como "amor de um tipo altamente especializado, cujas características podem ser enumeradas como Humildade, Cortesia, Adultério e a Religião do Amor".
Posteriormente, historiadores tais como D.W. Robertson na década de 1960 e John C. Moore e E. Talbot Donaldson nos anos 1970, foram críticos da expressão, considerando-a uma invenção moderna. Donaldson a chamava de "O Mito do Amor Cortês", porque não tinha suporte nos textos medievais. Todavia, mesmo que a expressão "amor cortês" apareça em apenas um dos poemas provençais remanescentes (como cortez amors numa poesia lírica de fins do século XII escrita por Peire d'Alvernhe), relaciona-se muito de perto com a expressão fin'amor ("gentil amor") a qual aparece frequentemente em provençal e francês, bem como em alemão, traduzida como hohe Minne. Em acréscimo, outros termos e frases associados com "cortesia" e "amor" são comuns através da Idade Média. Mesmo que Paris tenha utilizado uma expressão com pequena sustentação na literatura contemporânea, não era um neologismo e descrevia de forma prática uma concepção particular de amor e enfocava a cortesia, que era a sua essência.

### Prática no mundo real
Um ponto de contínua controvérsia é se o amor cortês era puramente literário ou se era realmente praticado na vida real. Não existem registros históricos que ofereçam evidência de sua presença na realidade. O historiador John Benton não encontrou nenhuma evidência documental em textos legais, sentenças judiciais, crônicas ou outros documentos históricos. Todavia, a existência do gênero de não-ficção dos "livros corteses" é talvez uma evidência de sua prática. Por exemplo, de acordo com o Livro das Três Virtudes (cerca de 1405) de Christine de Pizan, o qual expressa desaprovação com o amor cortês, a convenção estava sendo usada para justificar e encobrir relacionamentos ilícitos. O amor cortês provavelmente encontrou expressão no mundo real em costumes tais como a coroação das "Rainhas do Amor e Beleza" em torneios. Philip le Bon, em sua Feast of the Pheasant em 1454, contava com parábolas extraídas do amor cortês para incitar seus nobres a jurar que participariam de futuras cruzadas, enquanto que já bem dentro do século XV numerosas convenções políticas e sociais reais eram grandemente baseadas nas fórmulas ditadas pelas "regras" do amor cortês.

### Corte de amor
Um ponto de controvérsia é a existência de "cortes de amor", mencionadas inicialmente por André Capelão. Supostamente, eram cortes criadas à maneira de tribunais, constituídas por mulheres (em número indo de 10 a 70) às quais eram apresentados casos de amor para serem julgados com base nas regras do amor. Os historiadores do século XIX tomaram a existência destas cortes como fato, mas, estudiosos posteriores como John F. Benton notaram que "nenhuma das abundantes cartas, crônicas, canções e dedicatórias pias" sugerem que elas tenham existido fora da literatura poética. De acordo com Diane Bornstein, um modo de reconciliar as diferenças entre as referências às cortes de amor na literatura e a falta de documentação na vida real, é que elas eram um tipo de salão literário ou de reuniões sociais, onde as pessoas liam poemas, debatiam questões de amor e flertavam com jogos de palavras.

### Principais pontos
A teoria do amor cortês pressupõe uma concepção platónica e mística do amor, que pode ser resumida nos pontos abaixo:
- Total submissão do enamorado à sua dama (por uma transposição do amor às relações sociais sob o feudalismo, o enamorado rende vassalagem à sua senhora).
- A amada é sempre distante, admirável e um compêndio de perfeições físicas e morais.
- O estado amoroso, por transposição ao amor dos sentimentos e imaginário religioso, é uma espécie de estado de graça que enobrece a quem o pratica.
- Os enamorados são sempre de condição aristocrática.
- O enamorado pode chegar a comunicar-se com a sua inatingível senhora, após uma progressão de estados que vão desde o suplicante ("fenhedor", em occitano) ao amante ("drut").
- Trata-se, frequentemente, de um amor adúltero. Por isso, o poeta oculta o objeto de seu amor substituindo o nome da amada por uma palavra-chave ("senhal") ou pseudónimo poético.

## Leituras adicionais

### Em inglês
- DUBY, Georges. The Knight, the Lady, and the Priest: the Making of Modern Marriage in Medieval France.  Traduzido por Barbara Bray.  Nova York: Pantheon Books, 1983. (ISBN 0-226-16768-2)
- GAUNT, Simon. "Marginal Men, Marcabru, and Orthodoxy: The Early Troubadours and Adultery." Medium Aevum 59 (1990): 55-71.
- LEWIS, C. S. The Allegory of Love: A Study in Medieval Tradition.  Oxford, Clarendon Press, 1936. (ISBN 0-19-281220-3)
- MENOCAL, Maria Rosa. The Arabic Role in Medieval Literary History. Filadélfia: University of Pennsylvania Press, 2003. (ISBN 0-8122-1324-6)
- NEWMAN, Francis X. The Meaning of Courtly Love.  Albany: State University of New York Press, 1968. (ISBN 0-87395-038-0)
- SCHULTZ, James A. Courtly Love, the Love of Courtliness, and the History of Sexuality'. Chicago: The University of Chicago Press, 2006. (ISBN 0-226-74089-7)
- TUCHMAN, Barbara Wertheim. A Distant Mirror: the Calamitous 14th Century. Nova York: Knopf, 1978. ISBN 0394400267.
- WARD, Matt C. The Ideas of Courtly Love. Oxford, University Press, 1923 (ISBN 0-74533-762-0)

### Em português
- BARROS, José D'Assunção. A Religião na Arena Social dos trovadores ibéricos. Revista Portuguesa de Humanidades (Revista da Universidade Católica Portuguesa, Lisboa - Portugal). Ano 2005, vol.9, Fases 1 – 2, p. 187-204.  dezembro, 2005
- BOCCALATO, Marisa Mikahil. A invenção do erotismo: Tristão e Isolda e as trovas corteses. São Paulo: EDUC: Experimento, 1996. ISBN 85-283-0095-1 (EDUC)
- CAPELÃO, André. Tratado do amor cortês (introdução, tradução do latim e notas de Claude Buridant; tradução de Ivone Benedetti). São Paulo: Martins Fontes, 2000. ISBN 8533612656
- COUTINHO, Priscila Lauret, e COSTA, Ricardo da. Entre a Pintura e a Poesia: o nascimento do Amor e a elevação da Condição Feminina na Idade Média. In: GUGLIELMI, Nilda (dir.). Apuntes sobre familia, matrimonio y sexualidad en la Edad Media. Colección Fuentes y Estudios Medievales 12. Mar del Plata: GIEM (Grupo de Investigaciones y Estudios Medievales), Universidad Nacional de Mar del Plata (UNMdP), diciembre de 2003, p. 4-28 (ISBN 987-544-029-9), http://www.ricardocosta.com/pub/amor.htm.
- REIS, José Monteiro dos. O desejo indizível: a idealização da mulher na "Cantiga de Amor ". Rio de Janeiro: UFRJ, Faculdade de Letras, Serviço de Documentação e Informação, 1987. (Sem ISBN)
- ROCHA, Zeferino.  Paixão, violência e solidão: o drama de Abelardo e Heloísa no contexto cultural do século XII. Recife: Ed. Universitária, UFPE, 1996. ISBN 8573150610
- ROUGEMONT, Denis de. História do amor no Ocidente. Rio de Janeiro: Ediouro, 2003. ISBN 8500011785